# Tonje Nøstvold
Tonje Nøstvold, née le 7 mai 1985 à Stavanger, est une handballeuse internationale norvégienne, championne olympique en 2008 et 2012.

## Palmarès

### Club
compétitions internationales
- vainqueur de la coupe EHF en 2011 (avec FC Midtjylland)
- finaliste de la coupe d'Europe des vainqueurs de coupe en 2007 (avec Byåsen HE)

compétitions nationales
- championne du Danemark en 2011 (avec FC Midtjylland)

### Sélection nationale
Jeux olympiques 
- médaille d'or aux Jeux olympiques de 2012 à Londres
- médaille d'or aux Jeux olympiques de 2008 à Pékin

championnats du monde '
- vainqueur du championnat du monde 2011
- 3e du championnat du monde 2009[2]
- finaliste du championnat du monde 2007[3]

championnat d'Europe 
- Médaille d'or au championnat d'Europe 2008
- Médaille d'or au championnat d'Europe 2006

autres
- finaliste du championnat du monde junior en 2005
- début en équipe de Norvège en 2005 contre le Portugal